# TUIfly
TUIfly — німецька авіакомпанія, що належить туристичному концерну TUI AG. Третя за величиною авіакомпанія Німеччини. Базується в аеропорту Ганновер-Лангенхаген. Авіакомпанія здійснює чартерні, так і регулярні перевезення.

## Історія
Авіакомпанія була утворена в 2007 році в результаті злиття і реструктуризації авіакомпаній Hapag Lloyd Flug і Hapag Lloyd Express.

## Флот
Флот на січень 2019:

## Напрями
Виконує рейси в 197 аеропортів 49 країн Європи, Азії, Африки та Північної Америки.